# Glyphodes actorionalis
Glyphodes actorionalis là một loài bướm đêm trong họ Crambidae. Chúng thường được tìm thấy ở Zambia, Ấn Độ và Indonesia (Moluccas, Sulawesi).